# Rippei Ogisu
 (décembre 2022).
Si vous disposez d'ouvrages ou d'articles de référence ou si vous connaissez des sites web de qualité traitant du thème abordé ici, merci de compléter l'article en donnant les références utiles à sa vérifiabilité et en les liant à la section « Notes et références ».
Rippei Ogisu (荻洲立兵, Ogisu Rippei) est un lieutenant-général japonais né le 24 janvier 1884 dans la préfecture d'Aichi et mort le 22 décembre 1949. Il a commandé la 6e armée lors de la bataille de Khalkhin Gol.